# Chris Pittaro
Christopher Francis Pittaro, ameriški igralec, vodstveni delavec in iskalec talentov bejzbola, * 31. oktober 1960, Trenton, New Jersey, ZDA. 
Gallego je upokojeni poklicni igralec notranjega polja, ki je v ligi MLB igral med sezonami 1985-1987. Sedaj je posebni pomočnik ekipe Oakland Athletics, pri kateri na različnih funkcijah sodeluje že od leta 1991.

## Ljubiteljska kariera
Pittaro je obiskoval srednjo šolo Steinert High School v svoji rodni zvezni državi in je član Hiše slavnih šole. 
Svoje univerzitetne dneve je nato preživljal na univerzi University of North Carolina, kjer je igral v konferenci ACC v 1. diviziji lige NCAA.

## Igralska pot
Ekipa Detroit Tigers je Pittara izbrala v 6. krogu nabora lige MLB leta 1982 kot bližnjega zaustavljalca. Svoje prvo leto kot poklicni igralec je preživel z ekipo Macon Peaches na stopnji Class-A .
V letu 1983 se je pri ekipi Lakeland Tigers premaknil na drugo bazo. Na stopnjo Double-A je bil povišan v naslednjem letu, tam pa odbijal s povprečjem 0,284 in zbral 11 domačih tekov.

"Pittaro lahko postane najboljši igralec druge baze vseh časov."

–Sparky Anderson
Pittaro je prejel povabilo na spomladansko uigravanje ekipe v Detroitu leta 1985. Upravnik ekipe, Sparky Anderson,  ga je opisal kot "najboljšega novinca, ki sem ga videl v petnajstih letih". Po dobri igri Pittara med uigravanjem se je Anderson poigraval z mislijo, da bi Pittara dal na položaj druge baze v Detroitu, medtem ko bi se udeleženec tekme vseh zvezd, Lou Whitaker, premaknil na tretjo bazo. , a je na tretjo bazo nato odšel Pittaro, saj se Whitaker ni želel preseliti. Kljub pričakovanjem, da bo sezono začel na stopnji Triple-A, se je Pittaro ekipi pridružil naravnost iz spomladanskega uigravanja  in se na tretji bazi izmenjaval z Tomom Brookensom. Ob Dnevu odprtja tiste sezone, 8. aprila 1985, je Pittaro prvič igral v ligi MLB.
Sezono je začel z odličnim aprilom, ko je odbijal s povprečjem, višjim od 0,300, a tempa ni uspel vzdržati in se v maju pričel naprezati.  Po slabih predstavah je bil poslan na stopnjo Triple-A, kjer je imel odbijalsko povprečje 0,242.
Pred sezono 1986 ga je ekipa iz Detroita skupaj z Alejandrom Sánchezem poslala v Minnesoto, k Tigrom pa je odšel Dave Engle. Z ekipo v Minnesoti je kot rezerva odbijal s povprečjem 0,095 in bil posledično poslan na stopnjo Triple-A v Toledo. Naslednjo sezono je nato razdelil med Minnesoto in njihovo podružnico na stopnji Triple-A v Portlandu. Med svojim obdobjem v Portlandu je bil njegov cimer Billy Beane. V letu 1988 za ekipo v Minnesoti ni bil dovolj dober. Poslali so ga v Portland, kjer se je sredi sezone upokojil.

## Kariera izvidnika in vodstvenega delavca
Pittaro je iskalec talentov in vodstveni delavec pri klubu Oakland Athletics že vse od leta 1991. Billy Beane, sedanji splošni upravitelj ekipe, ga ocenjuje kot enega tistih iskalcev talentov, ki dvomijo v vse, kar mislijo, da vedo o bejzbolu. Ekipi v Oaklandu se je pridružil kot iskalec talentov in dodatni preverjevalec, nato pa je leta 1992 postal upravnik njihove podružnice na stopnji Single-A. Med letoma 2002 in 2007 je bil državni koordinator ekipe, nato pa je postal vodja poklicnih izvidnikov in na tem položaju ostal do leta 2011.  Po sezoni 2011 je postal posebni pomočnik splošnega upravitelja. 

## Zasebno življenje
Pittarov oče, Sonny, je bil igralec notranjega polja pri nižjih podružnicah kluba Minnesota Twins med letoma 1960 in 1962 in kasneje dolgoletni trener pri univerzi Rider University. Po njegovi igralski karieri je pri isti univerzi postal diplomant iz ekonomije z najvišjimi častmi. 
Pittaro je omenjen v knjigi Moneyball. Ob začetku snemanja filma o knjigi naj bi celo pristal k upodobitvi samega sebe, a do tega zatem ni prišlo.